# Benjamin Moukandjo
Benjamin Moukandjo Bilé (ur. 12 listopada 1988 w Duali) – kameruński piłkarz grający na pozycji napastnika.

## Życiorys

### Kariera klubowa
Większość swojej kariery Moukandjo spędził we Francji. Pierwszym jego klubem w tym kraju było Stade Rennais. Nie zdążył jednak zadebiutować w pierwszej drużynie, a w międzyczasie był wypożyczony do trzecioligowego Entente SSG. Po powrocie do macierzystego klubu zdecydował się na przejście do drugoligowego Nîmes Olympique. Dzięki regularnym występom w nowym klubie, 31 stycznia 2011 trafił do AS Monaco. Niestety po zaledwie pół roku gry, Monaco spadło do Ligue 2, a Moukandjo rozpoczął poszukiwania nowego klubu. Ostatecznie związał się 3-letnim kontraktem z klubem AS Nancy. Przez pierwsze dwa lata jego klub grał na najwyższym poziomie rozgrywkowym, jednak w kampanii 2012/2013 nie udało im się uratować ligowego bytu. W sezonie 2013/2014 Moukandjo zdobył 9 bramek w Ligue 2, jednak jego zespołowi brakło 3 punktów do powrotu do Ligue 1. Jego kontrakt dobiegł końca i na zasadzie wolnego transferu trafił do Stade de Reims. 5 sierpnia 2015 dołączył do FC Lorient w którym notował niesamowite liczby. 26 bramek w 56 meczach, a w dodatku Mistrzostwo Afryki zdobyte z reprezentacją Kamerunu na początku 2017 zwróciło uwagę chińskich klubów. Ostatecznie 13 lipca 2017 został zawodnikiem Jiangsu Suning. Pomimo nie najgorszych liczb notowanych w ciągu półrocznego grania w nowym klubie, zimą 2018 został wypożyczony do Beijing Renhe. Po sezonie 2018 wrócił do Jiangsu, a w marcu 2019 rozwiązał kontrakt z klubem za porozumieniem stron.
11 września 2019 podpisał kontrakt z francuskim klubem RC Lens.

### Kariera reprezentacyjna
W reprezentacji Kamerunu zadebiutował w 2011. W 2014 był w składzie reprezentacji Kamerunu na Mistrzostwa Świata w Piłce Nożnej 2014. Dwukrotnie znalazł się w kadrze na Puchar Narodów Afryki. W edycji z roku 2017 przyczynił się do wygrania turnieju przez jego drużynę, a w meczu finałowym został wybrany najbardziej wartościowym zawodnikiem spotkania.

## Statystyki

### Klubowe
| Sezon   | Klub               | Kraj    | Rozgrywki            | Mecze | Bramki |
| ------- | ------------------ | ------- | -------------------- | ----- | ------ |
| 2007/08 | Stade Rennais FC B | Francja | CFA                  | 12    | 2      |
| 2008/09 | Entente SSG        | Francja | National             | 11    | 0      |
| 2009/10 | Nîmes Olympique    | Francja | Ligue 2              | 31    | 3      |
| 2010/11 | Nîmes Olympique    | Francja | Ligue 2              | 15    | 4      |
| 2010/11 | AS Monaco          | Francja | Ligue 1              | 16    | 3      |
| 2011/12 | AS Monaco          | Francja | Ligue 2              | 0     | 0      |
| 2011/12 | AS Nancy           | Francja | Ligue 1              | 27    | 5      |
| 2012/13 | AS Nancy           | Francja | Ligue 1              | 35    | 5      |
| 2013/14 | AS Nancy           | Francja | Ligue 2              | 27    | 9      |
| 2014/15 | Stade Reims        | Francja | Ligue 1              | 31    | 8      |
| 2015/16 | FC Lorient         | Francja | Ligue 1              | 31    | 13     |
| 2016/17 | FC Lorient         | Francja | Ligue 1              | 25    | 13     |
| 2017    | Jiangsu Suning     | Chiny   | Chinese Super League | 10    | 7      |
| 2018    | Beijing Renhe      | Chiny   | Chinese Super League | 18    | 7      |

## Sukcesy
Kamerun
- Mistrz Afryki: 2017
- Uczestnik Pucharu Konfederacji: 2017
- Uczestnik Pucharu Narodów Afryki: 2015
- Uczestnik Mistrzostw Świata: 2014